# Макдональд, Эндрю (хоккеист)
Э́ндрю Макдо́нальд (англ. Andrew MacDonald; 7 сентября 1986, Джудик, Новая Шотландия, Канада) — канадский хоккеист, защитник.

## Карьера
Макдональд начал карьеру в команде Главной юниорской лиги Квебека «Монктон Уайлдкэтс». В сезоне 2005/06 он был основным защитником команды наряду с Китом Яндлом. Вместе с командой он стал обладателем Президентского кубка — главного трофея QMJHL. Также ему предстояло участвовать в Мемориальном кубке. По итогам турнира «Монктон» вышел в финал, в котором уступил «Квебек Ремпартс» — 2:6. На драфте НХЛ 2006 года он был выбран в 6 раунде под общим 160-м номером клубом «Нью-Йорк Айлендерс». В следующем сезоне Макдональд улучшил свою результативность: 58 очков в 65-и играх. Однако команда выступила неудачно, вылетев в плей-офф уже в первом раунде. Макдональд также в сезоне 2006/07 провёл три игры за команду АХЛ «Бриджпорт Саунд Тайгерс».
Сезон 2007/08 Эндрю начал в АХЛ, однако большую часть сезона провёл уже в ECHL, в клубе «Юта Гриззлис». Вместе с «Гриззлис» он сумел выйти в финал Национальной конференции. В сезоне 2008/09 Макдональд дебютировал в НХЛ, проведя три игры. Большую же часть сезона он провёл в «Бриджпорте». В январе 2009 года Макдональд был пригашён уже на свой второй Матч всех звёзд АХЛ.
В сезоне 2009/10 Макдональду удалось закрепиться в основе «Айлендерс». Он провёл в регулярном сезоне 46 игр, в которых отметился семью результативными баллами. 17 декабря 2009 года Эндрю забросил свою первую шайбу в НХЛ, отличившись во встрече с «Нью-Йорк Рейнджерс». 25 февраля 2010 года Макдональд подписал с «островитянами» новый четырёхлетний контракт.
4 марта 2014 года «Нью-Йорк Айлендерс» обменяли Макдональда в «Филадельфию Флайерз» на нападающего Мэтта Маньена, выбор в третьем раунде драфта-2014 и выбор во втором раунде драфта-2015.

## Статистика
| Легенда | Легенда                    | Легенда | Легенда                   | Легенда | Легенда    |
| ------- | -------------------------- | ------- | ------------------------- | ------- | ---------- |
| И       | Количество проведённых игр | Штр     | Штрафное время            | +/−     | Плюс-минус |
| Г       | Голы                       | П       | Голевые передачи          | О       | Очки       |
| -       | Статистика неизвестна      | —       | Статистика не учитывалась |         |            |

## Достижения
| Год  | Команда           | Достижение                      | Достижение |
| ---- | ----------------- | ------------------------------- | ---------- |
| 2005 | Труро Беаркэтс    | Обладатель Кубка Кэллахана      |            |
| 2006 | Монктон Уайлдкэтс | Обладатель Президентского кубка |            |

| Год  | Команда           | Достижение                                  | Достижение |
| ---- | ----------------- | ------------------------------------------- | ---------- |
| 2007 | Монктон Уайлдкэтс | Попадание в первую Сборную всех звёзд QMJHL |            |

| Год        | Команда                 | Достижение                    | Достижение |
| ---------- | ----------------------- | ----------------------------- | ---------- |
| 2009, 2010 | Бриджпорт Саунд Тайгерс | Участник Матча всех звёзд (2) |            |

### Комментарии
1. ↑  Приз, вручаемый победителю Юниорской хоккейной лиги Приморских провинций[англ.]